# Fàtima Mernissi
Fàtima Mernissi (àrab: فاطمة مرنيسي, Fāṭima Marnīsī), també coneguda amb el pseudònim de Fatna Aít Sabbah (Fes, Marroc, 27 de setembre de 1940-Rabat, 30 de novembre de 2015), fou una escriptora, sociòloga i feminista marroquina. I en la seva defensa dels drets de les dones ha estat una de les intel·lectuals més influents d'Europa.
Fou filla i neta de dones analfabetes, tot i que va superar aquesta barrera aprenent diverses llengües; estudià Ciències Polítiques. Historiadora, assagista, doctora en sociologia i professora de la Universitat Mohamed V de Rabat, fou una de les intel·lectuals marroquines més conegudes a Europa; destacà per la seva defensa dels drets de les dones i per ser una autoritat mundial en l'anàlisi de l'Alcorà.
Tal com ha dit la sociòloga Sumaya Naaman Guesus, Mernissi ha estat "la primera dona que va tenir la gran valentia de tractar temes considerats tabús sobre la interpretació de l'Alcorà i els llibres de la tradició islàmica". Arran d'aquesta intensa activitat generà un cúmul de reflexions que va plasmar en la publicació de diverses obres, algunes de les quals prohibides al seu Marroc natal per “excessivament” revolucionàries, com L'harem polític, Les soldanes oblidades, etc.
Val a dir que Mernissi va mostrar al llarg de la seva vida un ferri compromís de canviar la imatge de les dones en l'Islam, i va ser a partir d'aquest ideal que va conciliar per primera vegada -sempre dins del rigor acadèmic- els punts de vista del feminisme laic i el feminisme musulmà amb els quals va establir les següents línies de discurs: d'una banda ens exposa el fet que la lectura de les Sagrades Escriptures va ser malinterpretada intencionadament amb la finalitat d'afavorir la misogínia. I d'altra banda denuncia l'omissió històrica de les aportacions que han vingut oferint des de diversos àmbits -tant intel·lectuals com polítics- influents dones que van ser silenciades per expressar-se en un context dominat per homes.
Aquesta pionera del feminisme musulmà es va criar en un harem, després de les vivències del qual va gestar una de les seves obres més conegudes: L'harem d'Occident. En aquest assaig Mernissi estudia les exigències que ha de complir la dona real amb l'observació de les dones representades en les produccions artístiques tant d'Orient com d'Occident.
La repressió –observa- pren dimensions diferents: mentre que a Orient el que es manipula és l'espai, perquè se les confina físicament, ja que se les considera un igual; en el cas d'Occident la dominació es dilueix penetrant en les ments. El que es mistifica és el temps i la llum: on en un acte de violència simbòlica les dones són tancades en pensaments sobre el seu cos i la seva edat, condemnant a la invisibilitat la dona madura, la qual resulta menysvalorada i infantilitzada.
En un altre ordre de coses, cal destacar el seu interès per la irrupció de les noves tecnologies en els mitjans de comunicació, ja que va notar que gràcies a aquestes es desballesten les fronteres que de vegades persisteixen al món físic, fenomen que li va suggerir l'apreciació següent: "tots som nòmades digitals".

## Biografia
Nascuda a la ciutat de Fes el 1940, va estudiar ciències polítiques i fou becada per la Universitat de la Sorbona per realitzar un doctorat a la Universitat de Brandeis, als Estats Units d'Amèrica.
Fou una de les intel·lectuals marroquines més conegudes a Europa. Historiadora, assagista i doctora en sociologia, destacà per la seva defensa dels drets de la dona i pels seus coneixements sobre l'Alcorà. Fou professora a la Universitat Mohamed V de Rabat.
Fàtima Mernissi defensà en les seves obres un concepte humanista en què les dones han d'assumir el seu paper lluitant amb la paraula, l'arma principal per a assolir la igualtat i fer la revolució. L'any 2003, fou guardonada amb el Premi Príncep d'Astúries de les Lletres, al costat de Susan Sontag, ambdues «per haver desenvolupat una obra literària en diversos gèneres que, amb profunditat de pensament i qualitat estètica, aborda qüestions essencials del nostre temps des d'una perspectiva complementària en el diàleg de les cultures». També el 2003 va concebre i dirigir una exposició al Centre de Cultura Contemporània de Barcelona, que després s'esposà en itinerància en diverses ciutats europees: Fantasies de l'harem i noves Xahrazads. Aquell mateix any, al setembre de 2003, va pronunciar el pregó de la Festa Major de la ciutat de Barcelona, en què va fer una defensa i una crida a la comunicació.
El seu llibre La dona en l'inconscient musulmà és un estudi sobre les contradiccions del discurs ortodox respecte a les dones, en què desvetlla, a més, amb rigor i sentit de l'humor, els fantasmes sexuals dels musulmans i la seva obsessió pel propi vigor sexual.

## Obres publicades
- Al Jins Ka Handasa Ijtima'iya, Editions Le Fennec, Casablanca, 1987
- Le monde n'est pas un harem, Rev. edition, Albin Michel, 1991
- Sultanes oubliées, Femmes chefs d'Etat en Islam, Albin Michel/ Editions Le Fennec, 1990
- Le harem politique, Le prophète et les femmes, Albin Michel, 1987, Paperback, 1992
- La Peur-Modernité, Conflit Islam Démocratie, Albin Michel/ Editions Le Fennec, 1992
- Dreams of Trespass: Tales of a Harem Girlhood, Perseus Books, 1994
- Nissa' 'Ala Ajnihati al-Hulmt, Editions Le Fennec, Casablanca, 1998
- Les Aït-Débrouille, Editions Le Fennec, Casablanca 1997
- Etes-vous vacciné contre le Harem?, Texte-Test pour les messieurs qui adorent les dames, Editions Le Fennec, Casablanca, 1998
- Le Harem et l'Occident, Albin Michel, 2001
- Les Sindbads marocains,Voyage dans le Maroc civique, Editions Marsam, Rabat, 2004

### Obra traduïda al català
- Somnis de l'harem [Dreams of Trespass: Tales of a Harem Girlhood, Perseus Books, 1994], traducció de Dolors Udina (Barcelona: Columna Edicions, 1998), ISBN 978-84-8300-513-2
- L'harem occidental, traducció de Lidia Fernández Torrell (Barcelona: Edicions 62, 2001), ISBN 978-84-297-4852-9